# NGC 3894
NGC 3894 este o blazar situată în constelația Ursa Mare. A fost descoperită în 18 martie 1790 de către William Herschel. Se află la o distanță de 50,01 de megaparseci de Pământ.